# Rune Öfwerman
Axel Ivar Rune Öfwerman, född 24 december 1932 i Maria Magdalena församling i Stockholm, död 13 december 2013 i Stockholms domkyrkoförsamling, var en svensk kapellmästare, musikarrangör och musiker (piano). Han var verksam under pseudonymen Gregor Vein.

## Biografi
Öfwerman var son till avdelningschefen Iwar Öfwerman och Anna-Lisa Wikander. Han började spela jazz vid tolv års ålder och bildade bandet Boogie Bop Six 1948 tillsammans med Lasse Bagge och Georg Riedel. Han bildade Rune Öfwermans kvintett, en skolorkester, som 1950 kom på andraplats i Orkesterjournalens tävling. Han vann AT-jazzens triotävling tillsammans med Riedel och gitarristen Ove Rolén.
Rune Öfwerman spelade med Tony Masons orkester (från 1952), med Carl-Henrik Norin (1954–1956), med Hacke Björksten och med Almstedt-Lind-sextetten. Han har ackompanjerat Siw Malmkvist och Lill-Babs två somrar vardera. Ett långvarigt samarbete hade han med Sylvia Vrethammar vars ackompanjatör och manager han var 1969 till 1990.
Han och Dag Häggqvist grundade 1957 skivbolaget Gazell, vilket övergick till Sonet och senare övertogs av Polygram varvid Häggqvist och Öfwerman kom tillbaka med Gazell. Han lanserade Ulf Wakenius och producerade skivor med bland andra Zoot Sims.
Förutom arbetet som ackompanjatör gjorde han låtar som "Old Spice", "Stöten" och "Big Bass Boogie" och släppte fyra egna skivor.

## Familj
Öfwerman var 1957–1970 gift med Mai Stierna (född 1938), dotter till lantbrukaren Birger Stierna och Britt Mark, och 1980–1990 med sångerskan Sylvia Vrethammar (född 1945) samt senare sambo fram till sin bortgång med sångerskan Britt Damberg (1937–2019). Han är begravd på Skogskyrkogården i Stockholm.
Öfwerman är far till Clarence Öfwerman (född 1957), Staffan Öfwerman (född 1962), Poffi Öfwerman (född 1965) och Nick Öfwerman (född 1971).

## Filmmusik
- 1968 – Sarons ros och gubbarna i Knohult
- 1964 – Åsa-Nisse i popform
- 1961 – Åsa-Nisse bland grevar och baroner
- 1961 – Stöten

## Charlie Parker kom aldrig till Vingåker!
År 2015 publicerades Öfwermans bok Charlie Parker kom aldrig till Vingåker! om turnéliv från den svenska jazzens guldålder, där man möter svenska jazzikoner som Roffe Ericsson, Lars Gullin, Simon Brehm, Ove Lind, Sture Nordin och Ernie Englund – men också internationella stjärnor som Toots Thielemans, Chet Baker, Stan Getz och Zoot Sims, som Rune Öfwerman under sin tid producerade.

### Webbkällor
- Rune Öfwerman på Svensk Filmdatabas
- Rune Öfwerman på Discogs (engelska)